# 400 f.Kr.

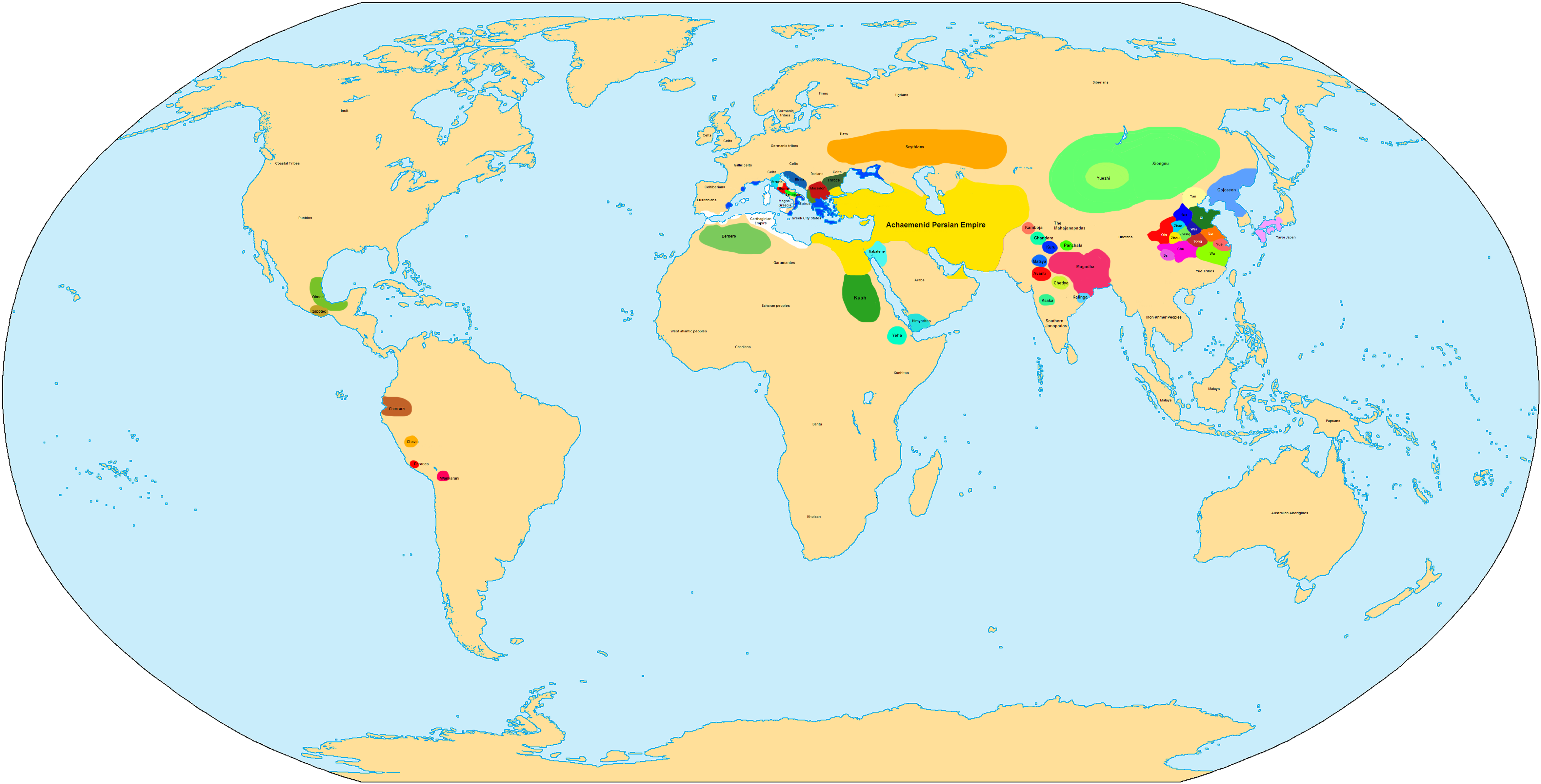
Världen 400 f.Kr.

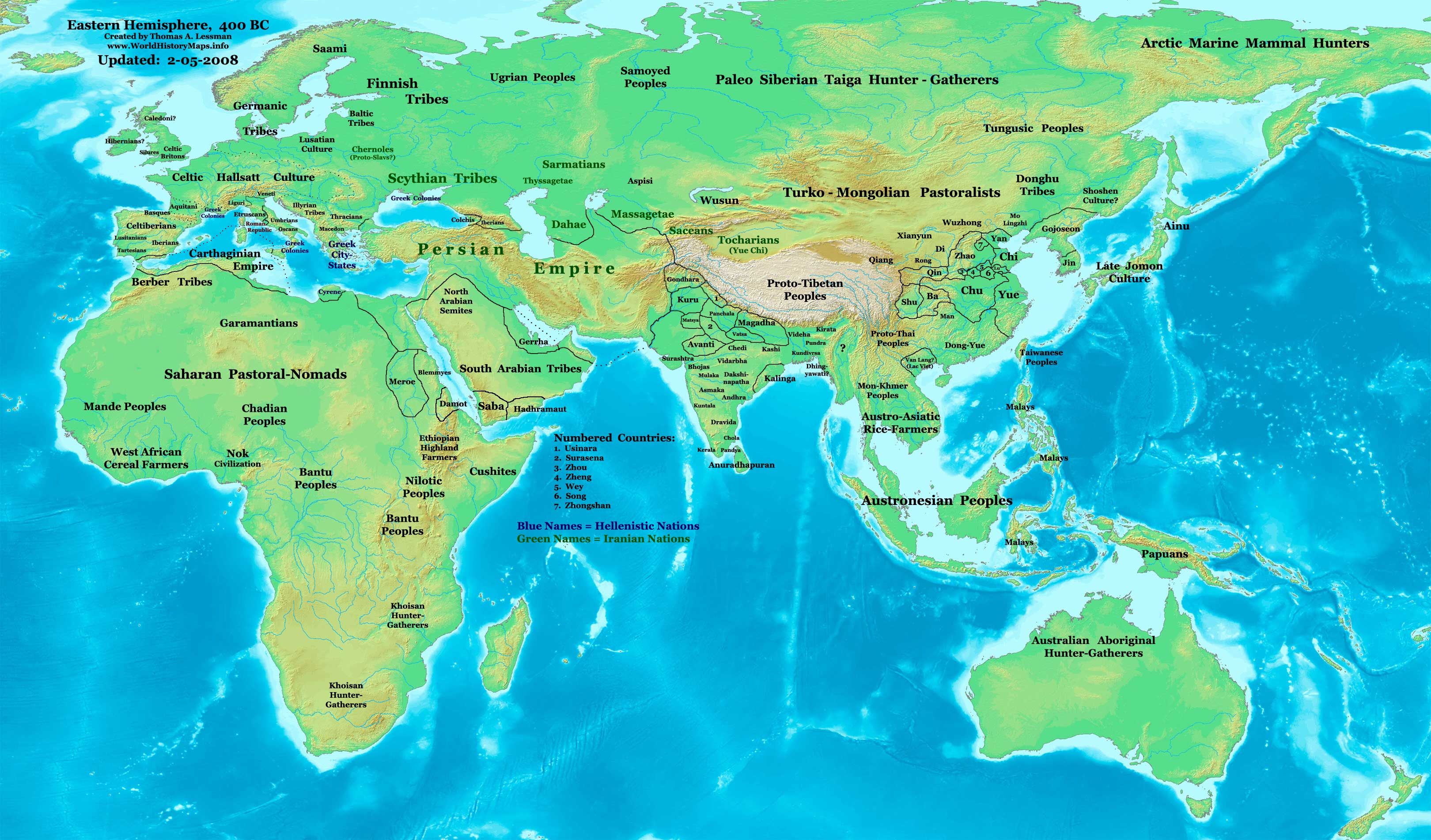
Gamla världen 400 f.Kr.

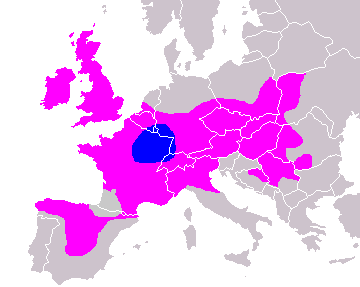
Keltiskt inflytande i Europa 400 f.Kr. (i blått och lila)

## Händelser

### Efter plats

#### Persiska riket
- Kung Artaxerxes II av Persiska riket utnämner Tissafernes att ta över alla områden i Mindre Asien, som Artaxerxes bror Kyros har styrt före sitt uppror året innan.

#### Grekland
- Xenofons "Tiotusen" tar sig tillbaka till Grekland, varvid de flesta tar värvning i den spartanska armén. Xenofons framgångsrika marsch genom det Persiska riket uppmuntrar Sparta att vända sig mot perserna och inleda ett krig mot dem i Mindre Asien.
- När kriget mellan Sparta och perserna bryter ut får den atenske amiralen Konon, tillsammans med Farnabazos, befälet över en persisk flotta.
- Krig utbryter mellan Sparta och Elis.

#### Karthago
- Karthagerna ockuperar Malta.

#### Egypten
- Amyrtaios av Sais genomför ett framgångsrikt uppror mot det persiska styret genom att få kontrollen över hela Övre Egypten.

#### Britannien
- London kan räkna sitt ursprung till en höjd ovanför vattnet, vid den punkt där Walbrook flyter samman med Themsen. Den keltiske kungen Belin återuppbygger en jordvall runt några dussin hyddor och beordrar att en landningsplats skall öppnas i södra sidan av vallen, längsmed floden, där en träkaj byggs (omkring detta år).

#### Amerika
- Olmeckulturen i Mesoamerika tar slut (omkring detta år).

### Efter ämne

#### Konst och vetenskap
- Katapulten uppfinns av grekiska ingenjörer.
- Den högklassiska perioden inom skulptur i antikens Grekland tar slut och efterföljs av 300-talets senklassiska period (omkring detta år).
- Theodoros från Fokaia i Mindre Asien bygger Tholos, Athena Pronaias fristad i Delfi (omkring detta år).
- Den första grammatiken för sanskrit publiceras.

#### Religion
- Brahmanismen börjar utvecklas inom Hinduismen, en process som äger rum över de därpå följande 200 åren (omkring detta år).

## Avlidna
- Thukydides, grekisk historiker (död omkring detta år; född cirka 460 f.Kr.)
- Aspasia från Miletos, änka efter Perikles av Aten (död omkring detta år; född cirka 470 f.Kr.)